# Chioninia spinalis
Chioninia spinalis är en ödleart som beskrevs av  George Albert Boulenger 1906. Chioninia spinalis ingår i släktet Chioninia och familjen skinkar. Inga underarter finns listade i Catalogue of Life.